# مدار همگام

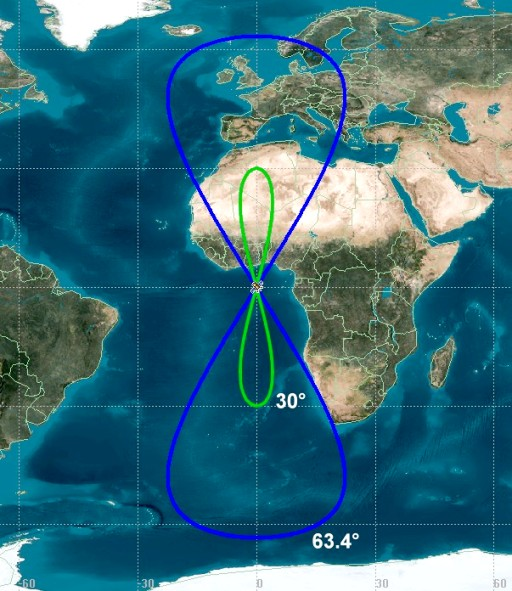
مدار همگام کره زمین

مدار همگام (انگلیسی: Synchronous orbit) نوعی مدار است که در آن یک جسم در حال گردش (معمولا یک ماهواره) دارای دوره ای برابر با میانگین دوره چرخشی جسمی است که به دور آن می‌چرخد (معمولاً یک سیاره) و جهت چرخش آن نیز در همان جهت چرخش جسم است..

## تعریف ساده
مدار همگام مداری است که در آن مدت زمان لازم برای تکمیل مدار جسم در حال گردش (مثلاً یک ماهواره یا یک قمر) به اندازه ای طول می‌کشد که جسمی که به دور آن می‌چرخد (معمولاً یک سیاره) یک بار به دور خود بچرخد.

## ویژگی‌ها
ماهواره در یک مدار همگام که هم استوایی و هم دایره‌ای است، به نظر می‌رسد که بدون حرکت در بالای نقطه ای در استوای سیاره در مدار معلق است. این نوع مدار برای ماهواره‌های همگام در مدار زمین به نام مدار زمین‌ایستا معروف است. با این حال، یک مدار همگام لازم نیست که لزوماً استوایی یا دایره‌ای باشد. جسمی در مداری همگام غیراستوایی، به نظر می‌رسد که به سمت شمال و جنوب بالای نقطه ای در استوای سیاره در نوسان است، در حالی که جسمی در مدار بیضی شکل به نظر می‌رسد که به سمت شرق و غرب در نوسان است. همان‌طور که از جسم در حال چرخش مشاهده می‌شود، ترکیب این دو حرکت یک الگوی شکل 8 به نام آنالما را ایجاد می‌کند.

## نام‌گذاری
بسته به جسمی که در مدار قرار می‌گیرد، اصطلاحات تخصصی زیادی برای مدارهای همگام وجود دارد که موارد زیر برخی از رایج‌ترین آنها هستند. مداری همگام به دور زمین که دایره ای است و در صفحه استوایی قرار دارد، مدار زمین‌ایستا نامیده می‌شود. در حالت کلی تر، زمانی که مدار متمایل به استوای زمین یا غیر دایره ای باشد، مدار زمین‌همگام نامیده می‌شود. اصطلاحات متناظر مربوط به مدارهای همگام به دور مریخ از مدار مریخ‌ایستا و مدار مریخ‌همگام.

## فرمول
برای مدار ایستای همگام:
{\displaystyle R_{syn}={\sqrt[{3}]{G(m_{2})T^{2} \over 4\pi ^{2}}}}
G = ثابت گرانش
m2 = جرم جسم آسمانی
T = دوره تناوب جرم آسمانی
{\displaystyle R_{syn}} = شعاع مدار
با این فرمول می‌توان مدار ایستای یک جسم را در رابطه با جسم معین پیدا کرد.
سرعت مداری (سرعتی که ماهواره در فضا حرکت می‌کند)، با ضرب سرعت زاویه ای ماهواره در شعاع مداری محاسبه می‌شود.

## نمونه‌ها
کارون بزرگ‌ترین قمر پلوتون یک نمونه نجومی دارای مدار همگام است. خیلی بیشتر از نمونه‌های طبیعی، مدارهای همگام توسط ماهواره‌های مصنوعی مورد استفاده برای ارتباطات و مخابرات مانند ماهواره‌های زمین‌ایستا استفاده می‌شود.
مدار همگام برای قمرهای طبیعی، که فقط با قفل کشندی جرم آسمانی والد خود می‌توانند به مدار همگام دست یابند، همیشه با چرخش هم‌زمان قمر همراه است. این وضعیت به دلیل آن است که جسم کوچک‌تر سریع‌تر از نظر کشندی قفل می‌شود و تا زمانی که یک مدار همگام به دست آید، مدت زیادی است که چرخش هم‌زمان قفل‌شده دارد.
| مدار                  | جرم جسم (kg) | دوره چرخش جانبی | محور نیمه اصلی (km)          | ارتفاع                       |
| --------------------- | ------------ | --------------- | ---------------------------- | ---------------------------- |
| مدار زمین‌ایستا (زمین) | ۵٫۹۷۲۳۷×۱۰۲۴ | ۰٫۹۹۷۲۶۹۶۸ روز  | ۴۲٬۱۶۴ کیلومتر (۲۶٬۱۹۹ مایل) | ۳۵٬۷۸۶ کیلومتر (۲۲٬۲۳۶ مایل) |
| مدار مریخ‌ایستا (مریخ) | ۶٫۴۱۷۱×۱۰۲۳  | ۸۸٬۶۴۲ ثانیه    | ۲۰٬۴۲۸ کیلومتر (۱۲٬۶۹۳ مایل) |                              |
| مدار ایستای سرس       | ۹٫۳۸۳۵×۱۰۲۰  | ۹٫۰۷۴۱۷۰ ساعت   | ۱٬۱۹۲ کیلومتر (۷۴۱ مایل)     | ۷۲۲ کیلومتر (۴۴۹ مایل)       |
| مدار ایستای پلوتون    |              | ۶٫۳۸۶۸۰ روز     |                              |                              |